# 奥斯特米廷
奥斯特米廷是奥地利上奥地利州因河畔布劳瑙县的一个市镇。总面积21.71平方公里，总人口3048人，人口密度140.4人/平方公里（2005年）。